# Maria Pardo Rojo
Maria Pardo Rojo (Torrelavega, 6 de juny de 1979) és una exgimnasta rítmica espanyola, campiona del món de 3 pilotes i 2 cintes en 1995 amb el conjunt espanyol. Des de 1994 fins 1996 va aconseguir nombroses medalles en Mundials, Europeus i altres competicions internacionals. Es va retirar dos mesos abans dels Jocs Olímpics d'Atlanta. En l'actualitat és entrenadora de gimnàstica rítmica a Santoña, Torrelavega i diferents col·legis, tot això a Cantàbria.
Posseeix la Medalla de Plata al Mèrit Esportiu del Govern de Cantàbria (2017), i un pavelló esportiu de Torrelavega porta el seu nom des del 2016.

## Biografia esportiva

### Inicis
Nascuda a Torrelavega (Espanya) el 6 de juny de 1979, es va iniciar en la gimnàstica rítmica al Club Cantàbria, en el qual va romandre fins que en 1994 va ser convocada per la selecció nacional. Una de les seves entrenadores va ser l'exgimnasta nacional Silvia Yustos.

### Etapa en la selecció nacional

#### 1994: Arribada a l'equip i Mundial de París

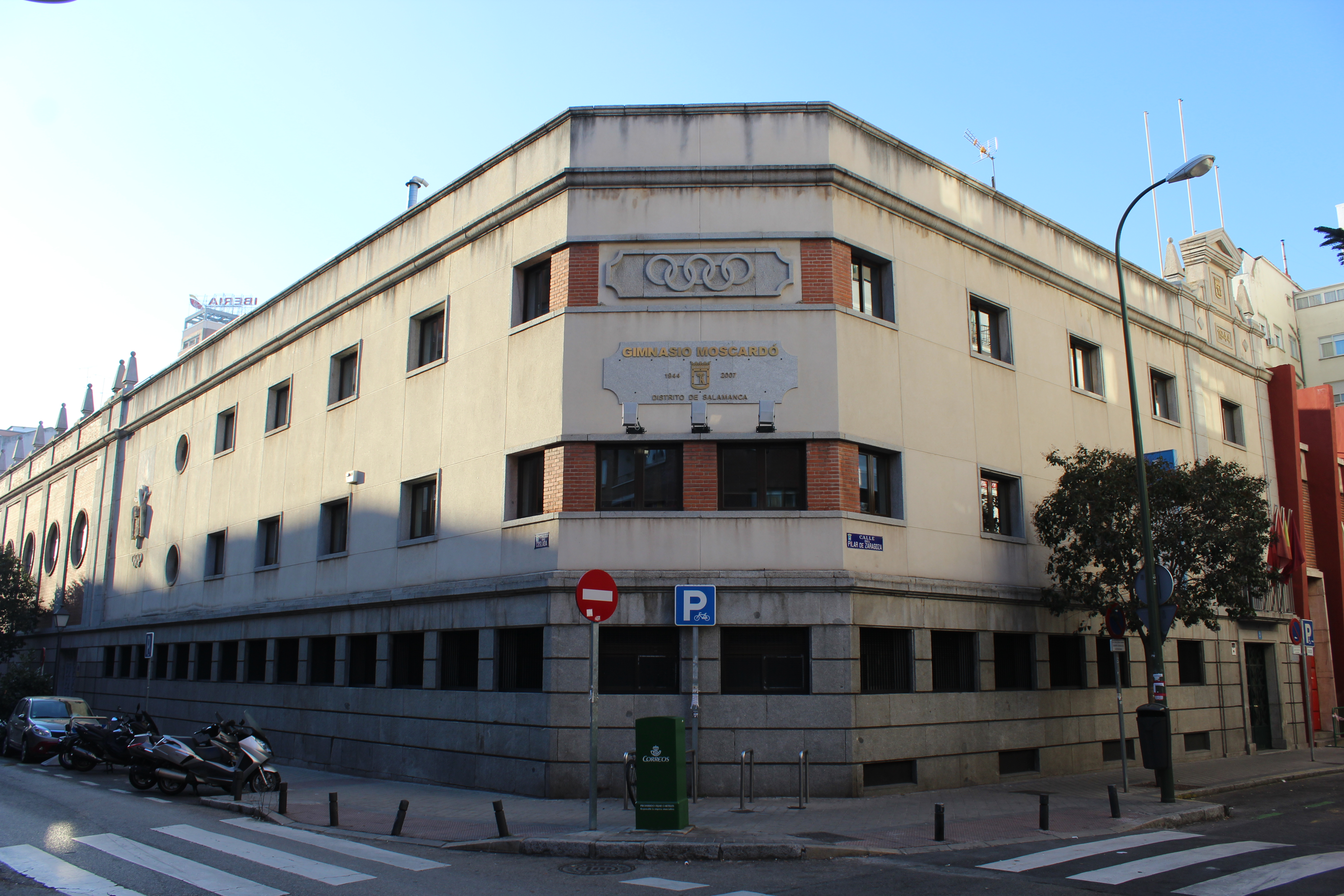
El Gimnàs Moscardó, al districte de Salamanca (Madrid), va ser el lloc d'entrenament de la selecció nacional de gimnàstica rítmica fins al 1997

El 1994 va rebre la trucada d'Emilia Boneva, seleccionadora de la selecció nacional de gimnàstica rítmica d'Espanya, de la qual va passar a formar part en la modalitat de conjunts fins al 1996. Durant aquest temps va conviure amb la resta de les components de l'equip en un xalet a Canillejas i va entrenar al Gimnàs Moscardó de dilluns a dissabte primer unes 6 hores i després fins a 8 hores diàries l'any previ als Jocs Olímpics, en què van deixar d'anar a escola. El conjunt va ser entrenat per la mateixa Emilia Boneva i per María Fernández Ostolaza. La coreògrafa des de 1994 fins 1998 va ser Marisa Mateo.
A l'octubre de 1994, tot i que com a suplent en aquesta ocasió, va participar en la seva primera competició internacional, el Campionat Mundial de París, aconseguint la plata en el concurs general i dos bronzes en la competició de 6 cordes i en la de 4 cèrcols i 4 maces. En el concurs general, el conjunt espanyol només va ser superat pel rus. Va obtenir una puntuació total de 38,700 (unes 225 mil·lèsimes menys que les russes), després d'haver tingut una nota de 19,350 en cada un dels dos exercicis. En les dues finals per aparells, la de 6 cordes i el mixt de 4 cèrcols i 4 maces, el conjunt va aconseguir sengles tercers llocs, sent superat per Rússia i Bulgària. El conjunt d'aquest any estava integrat a més per Marta Baldó, Lorena Barbadillo, Paula Cabo, Estela Giménez, Regina Guati i Amaya Uriondo, amb Violeta Giménez també com a suplent. A més, tot i que no van ser convocades aquest any, es trobaven en el conjunt Maider Esparza i Lucía Fernández Haro. A final de temporada es van retirar la majoria d'elles.

#### 1995: Europeu de Praga i títol mundial en Viena
Des de finals de 1994 fins a començaments de 1995 es van anar incorporant al conjunt gimnastes com Dilayla Romeo, Estíbaliz Martínez, Tania Lamarca i Nuria Cabanillas, romanent Maria, Estela Giménez, Marta Baldó i Maider Esparza. Pardo va passar a ser llavors gimnasta titular en els dos exercicis. Aquest any hi va haver rotació dels aparells en els conjunts, per la qual cosa va caldre compondre nous muntatges per als dos exercicis de l'equip. A més, el nombre de gimnastes que havia d'haver en el tapís va passar aquest any a ser cinc, en lloc de les sis que hi havia anteriorment. En l'exercici de 5 cèrcols es va usar una adaptació de la peça Astúries (Llegenda), pertanyent a la Suite espanyola Op. 47 d'Isaac Albéniz. El tango Verano porteño, d'Astor Piazzolla, va ser el tema emprat en l'exercici de 3 pilotes i 2 cintes.
| Components del conjunt, 1995 | Lloc                                               |
| ---------------------------- | -------------------------------------------------- |
| Marta Baldó                  | Titular en els dos exercicis                       |
| Nuria Cabanillas             | Suplent en 3 pilotes/2 cintes Titular en 5 cercles |
| Estela Giménez               | Titular en el dos exercicis                        |
| Tania Lamarca                | Titular en els dos exercicis                       |
| Estíbaliz Martínez           | Titular en 3 pilotes/2 cintes Suplent en 5 cercles |
| María Pardo                  | Titular en els dos exercicis                       |
| Maider Esparza               | Suplent en els dos exercicis                       |

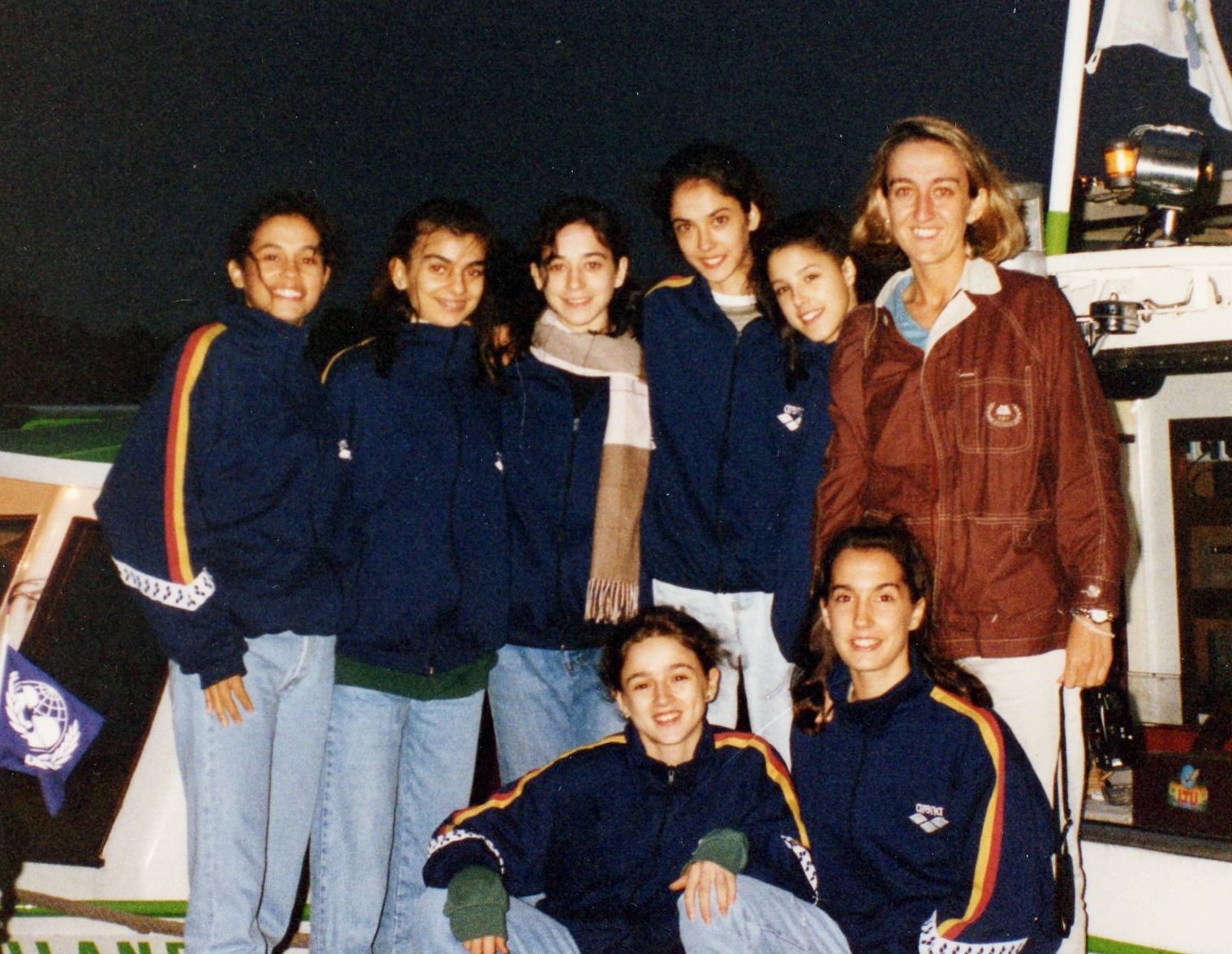
Maria (tercera a la dreta, dempeus) amb la resta del conjunt espanyol a París, 1995

L'abril de 1995 va tenir lloc la primera competició de la temporada, el Torneig Internacional de Portimão, on es van estrenar els nous exercicis i el conjunt va aconseguir el bronze tant en el concurs general com a la final de 5 cèrcols. La setmana següent es va disputar el torneig de Karlsruhe. En ell, el conjunt espanyol, a causa d'una mala qualificació en l'exercici de 5 cèrcols, va obtenir un sisè lloc en el concurs general. A més, a la final del mixt de 3 pilotes i 2 cintes també obtindrien la sisena plaça. A causa d'aquesta mala actuació, María Fernández i Emilia Boneva van fer algunes modificacions en l'equip, col·locant a Tania Lamarca com a titular en els dos exercicis en lloc de Maider Esparza. Posteriorment participarien en diversos tornejos i exhibicions a Corbeil-Essonnes, Manresa, Alacant o Liévin.
El juliol va tenir lloc el seu únic Campionat Europeu de Gimnàstica Rítmica disputat, el de Praga. Allí va obtenir el tercer lloc en el concurs general i en el concurs de 5 cèrcols, i el segon lloc en el mixt de 3 pilotes i 2 cintes. En el concurs general, disputat en primer lloc, el combinat espanyol va assolir una nota de 18,900 en l'exercici de 3 pilotes i 2 cintes, i 19,725 al de 5 cèrcols, el que va sumar una puntuació acumulada de 38,625, obtenint així el tercer lloc per darrere de Bulgària i Rússia, que es van endur la medalla de plata i or respectivament. Aquest tercer lloc també els va donar la classificació per a les finals per aparells que es disputarien en la jornada posterior. En la competició de 3 pilotes i 2 cintes, les espanyoles van quedar segones a només 7 mil·lèsimes de la primera posició, que se la va endur en aquesta ocasió Bulgària. A la final de 5 cercles van tornar a quedar terceres, superades per les russes i búlgares.
A finals d'agost van començar les competicions de preparació per al Campionat Mundial. Primer es va disputar a la ciutat holandesa de Deventer el torneig Alfred Vogel Cup, una de les competicions internacionals més importants. En aquesta cita, el conjunt espanyol va conquerir les tres medalles d'or disputades: la del concurs general, la de 5 cèrcols, i la de 3 pilotes i 2 cintes. Dies després, l'equip espanyol va aconseguir la medalla de plata en el torneig International Group Màsters de Hannover, sent superat únicament pel conjunt rus.
Un mes després del torneig alemany, va tenir lloc el seu segon Mundial, el Campionat del Món de Viena, on, amb l'exercici de 3 pilotes i 2 cintes, va assolir el seu primer i únic or en aquesta competició. A més, també va obtenir dues plates en el concurs general i en el de 5 cèrcols. Pardo va acudir a la cita al costat de Marta Baldó, Núria Cabanillas, Estela Giménez, Tania Lamarca, Estíbaliz Martínez i Maider Esparza com a suplent. En primer lloc es va disputar el concurs general, en què les espanyoles van aconseguir una qualificació de 19,650 en l'exercici de 3 pilotes i 2 cintes, i de 19,750 en el de 5 cèrcols, que farien una nota acumulada de 39,400, sent superada aquesta puntuació només per Bulgària. Aquest segon lloc va fer que l'equip obtingués la classificació automàtica per a la competició de conjunts en els Jocs Olímpics d'Atlanta, que es disputarien un any després. La jornada següent, a la final del mixt, el conjunt espanyol va assolir amb una nota de 19,800, superant en 25 mil·lèsimes a les búlgares, obtenint així la medalla d'or en la competició de 3 pilotes i 2 cintes. A la final de 5 cercles, va ser el conjunt búlgar què, per 25 mil·lèsimes, va guanyar la competició per davant de les espanyoles, que obtindrien de nou una nota de 19,800.

Campionat del Món de Viena, 1995
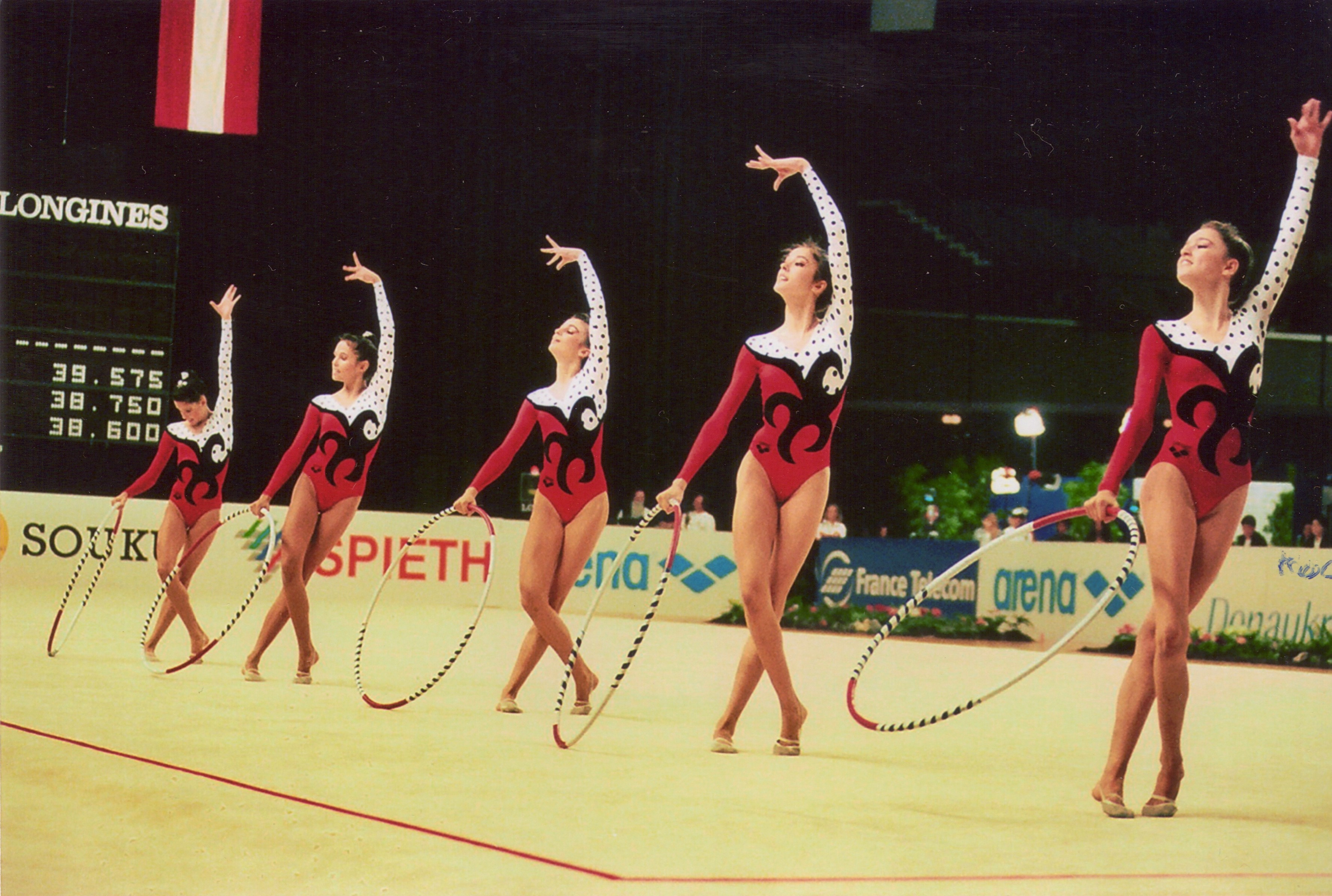
Muntatge de 5 cercles, que comptava amb la peça Astúries (Llegenda) de la Suite española, Op. 47 d'Isaac Albéniz
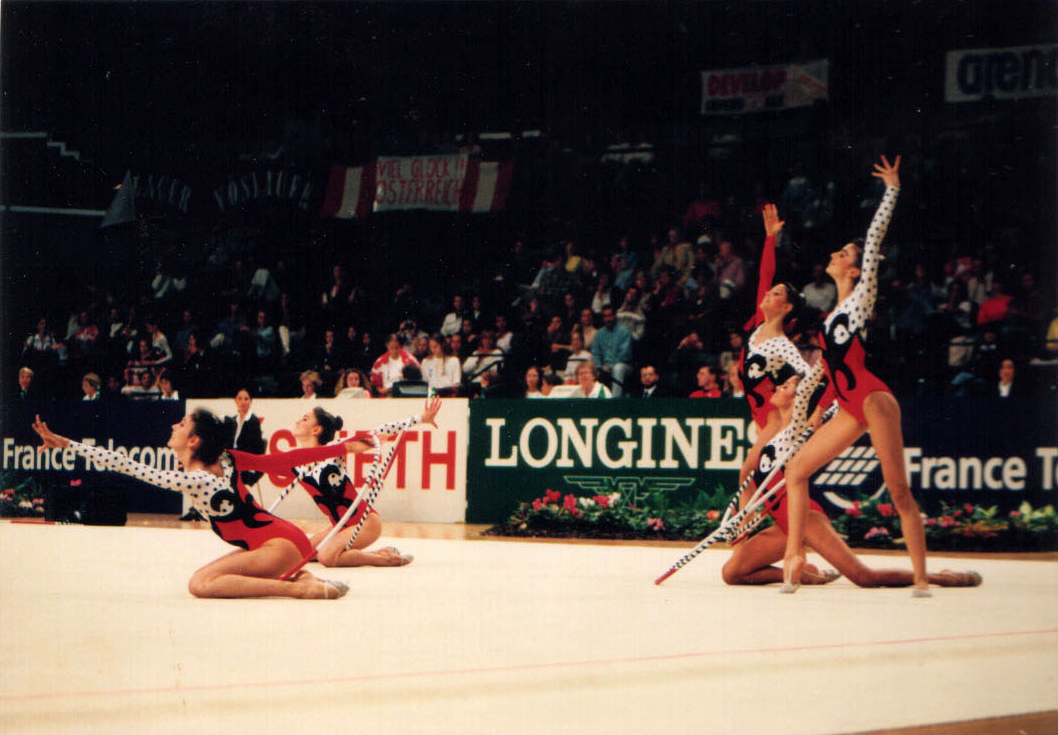
Final de l'exercici de 5 cercles
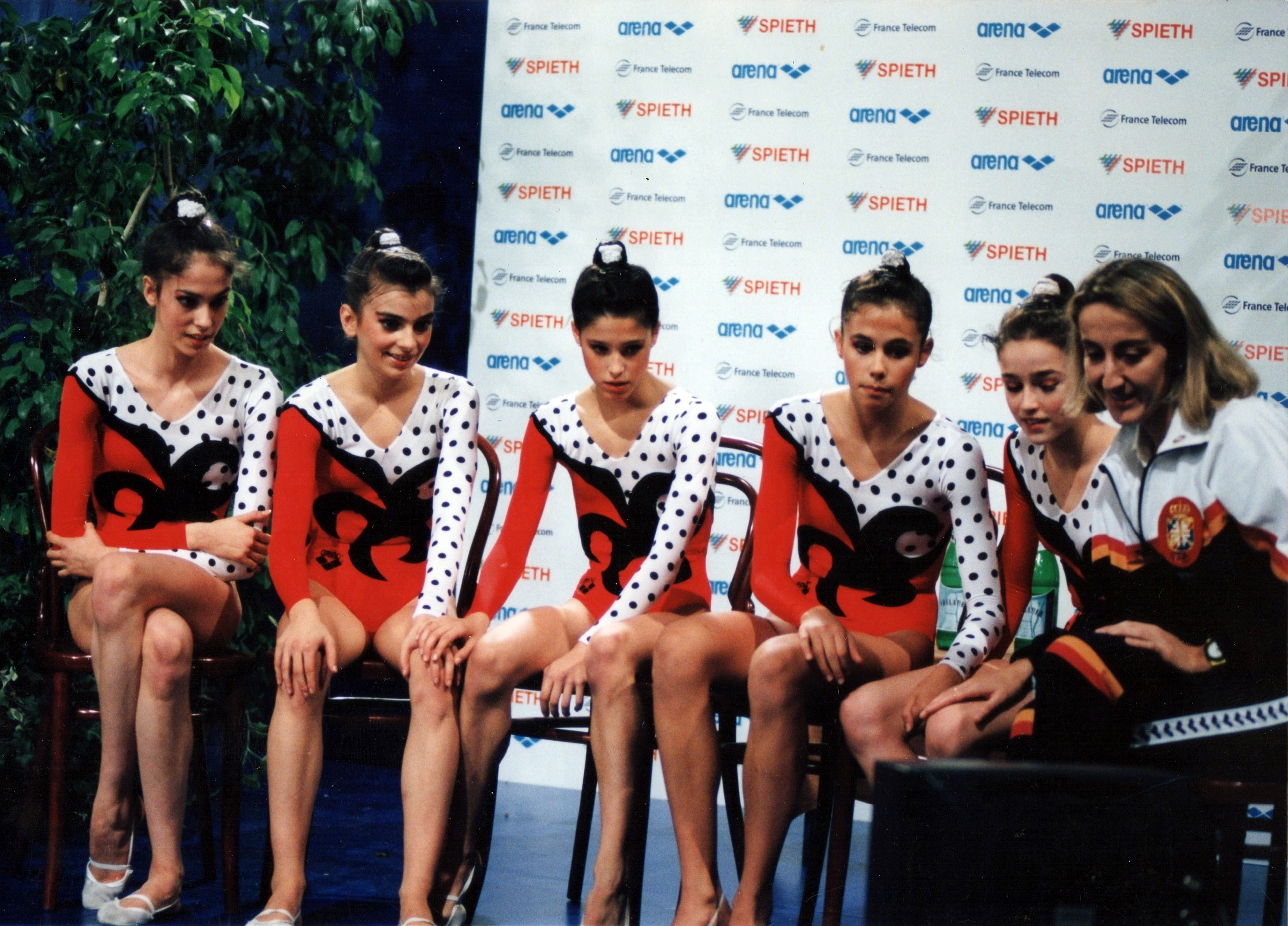
L'equip esperant la nota final del concurs general després de l'exercici de 5 cèrcols.

Per 1996 la modalitat de conjunts s'anava a acceptar per primera vegada en els Jocs Olímpics, que es disputarien aquest any a Atlanta. Les integrants de l'equip van deixar d'anar al seu col·legi, el centre privat Nostra Senyora d'Altagracia, per concentrar-se en la preparació de la cita olímpica. Per a la nova temporada es van realitzar uns nous muntatges tant per a l'exercici de 3 pilotes i 2 cintes, com per al de 5 cèrcols. La música del nou exercici de cèrcols era una barreja de diverses cançons pertanyents a musicals estatunidencs, principalment «Amèrica», composta per Leonard Bernstein i inclosa a West Side Story, i «I Got Rhythm» i «Embraceable You», temes creats per George Gershwin i que van aparèixer a la banda sonora d'Un americà a París. Per la seva banda, en l'exercici de 3 pilotes i 2 cintes per a l'any 1996, es va emprar la melodia d'«Amanecer Andaluz», tema que ja havia fet servir Carmen Acedo en el seu exercici de corda de 1991, encara que amb altres arranjaments.
El novembre de 1995, l'equip espanyol va viatjar a Tòquio per participar en el torneig anual denominat Epson Cup, en què els dos millors conjunts de l'any competien amb l'equip japonès. Al desembre va tenir lloc una concentració de tot l'equip espanyol en el Centre d'Alt Rendiment de Sierra Nevada (Granada).

### Retirada de la gimnàstica
Durant el primer semestre de 1996, el conjunt espanyol va participar en diverses competicions preparatòries, com Kalamata Cup, Karlsruhe o Corbeil, en què sempre ocuparia un lloc de medallista. A l'abril, a partir del torneig de Karlsruhe, Maria va començar a cometre alguns errors en els llançaments de cèrcol. A principis de maig van rebre al Gimnàs Moscardó la visita de la prestigiosa ballarina i coreògrafa cubana Alicia Alonso, que les va impartir una classe magistral. Aquest mateix mes de maig, poc després del torneig de Corbeil en el qual va decidir no participar, Maria va deixar la selecció nacional a causa, segons les seves paraules, que no va poder suportar la pressió a la qual es va veure sotmès el conjunt en aquesta època. La seva retirada també va propiciar la ruptura de la relació sentimental que mantenia amb Jesús Carballo. Faltaven dos mesos per als Jocs Olímpics d'Atlanta.
Mesos després, a l'octubre, després de la consecució de la medalla d'or per part del conjunt espanyol de gimnàstica rítmica a Atlanta, Maria va fer unes declaracions al diari El País en què va dir que la llavors seleccionadora Emilia Boneva era extremadament dura amb el menjar i amb els entrenaments. Les seves declaracions van ser recolzades per algunes antigues integrants de la selecció, mentre que les llavors gimnastes de l'equip espanyol van dir que Maria no comptava tota la veritat en alguns aspectes. El 13 de setembre de 1999, Maria va comparèixer al Senat per explicar la seva experiència en una Ponència sobre els condicionants extrasanitaris de l'anorèxia i la bulímia.
Al novembre de 2015 es va anunciar que el Pavelló Río Viar de Torrelavega seria rebatejat amb el nom de Maria Pardo. L'acte oficial d'imposició del nom va tenir lloc el 12 de febrer de 2016. En aquest homenatge, Maria va descobrir una placa commemorativa davant la presència de familiars, amics, companyes i alumnes de l'Escola Esportiva, i personalitats com l'alcalde de Torrelavega, José Manuel Cruz; el regidor d'Esports, Jesús Sánchez; Jesús Carballo, president de la Reial Federació Espanyola de Gimnàstica; i Àfrica Álvarez, presidenta de la Federació Càntabra de Gimnàstica.
Actualment Maria entrena a l'Escola Esportiva Municipal de Torrelavega de gimnàstica rítmica i l'Escola Esportiva Municipal de Santoña (també Club Santogym) entre altres escoles càntabres.

## Vida personal
El 21 de desembre de 2011 va ser mare per primera vegada d'una nena anomenada Martina.

## Equipamients
| Període     | Proveïdor |
| ----------- | --------- |
| 1995 - 1996 | Arena     |

## Música dels exercicis
| Any  | Aparells             | Música |
| ---- | -------------------- | --- |
| 1994 | 6 cordes             | Banda sonora de La família Addams, composta per Marc Shaiman. |
| 1994 | 4 cercles i 4 maces  | «Fúria espanyola». |
| 1994 | Exercici d'exhibició | «La chica ye-ye», interpretada per Concha Velasco i composta per Augusto Algueró. |
| 1995 | 5 cercles            | Peça Astúries (Llegenda), que pertany a la Suite española, Op. 47 d'Isaac Albéniz. |
| 1995 | 3 pilotes i 2 cintes | Tango «Verano porteño», d'Astor Piazzolla. |
| 1995 | Exercici d'exhibició | Sevillana «Tócala, tócala», de Cantores de Híspalis. |
| 1996 | 5 cercles            | Barreja de varies cançons que pertanyen a musicals estatunidencs, principalment «America», composta per Leonard Bernstein i inclosa a West Side Story, «I Got Rhythm» i «Embraceable You», temes creats per George Gershwin i que van aparèixer a la banda sonora d'Un americà a París. |
| 1996 | 3 pilotes 2 cintes   | «Amanecer andaluz». |

## Palmarès esportiu

### Selecció espanyola
| 1994 - Austria Cup* Or en concurs general - International Group Masters Hannover* Bronze en concurs general - Campionat del Món de París* Plata en concurs general Bronze en 6 cordes Bronze en 4 cercles i 4 maces 1995 - Torneig Internacional de Portimão Bronze en concurs general Bronze en 5 cercles - DTB-Pokal Karlsruhe 6a posició en concurs general 6a posició en 3 pilotes 2 cintes - Campionat d'Europa de Praga Bronze en concurs general Bronze en 5 cercles Plata en 3 pilotes i 2 cintes | 1995 (continuació) - Alfred Vogel Cup Or en concurs general Or en 5 cercles Or en 3 pilotes 2 cintes - International Group Masters Hannover Plata en concurs general - Campionat del Món de Viena Plata en concurs general Plata en 5 cercles Or en 3 pilotes i 2 cintes - Epson Cup Bronze en concurs general 1996 - Kalamata Cup Or en concurs general - DTB-Pokal Karlsruhe Bronze en concurs general Or en 5 cercles Or en 3 pilotes i 2 cintes |

* Com a suplent de l'equip en sengles exercicis.

## Premis, reconeixements i distincions

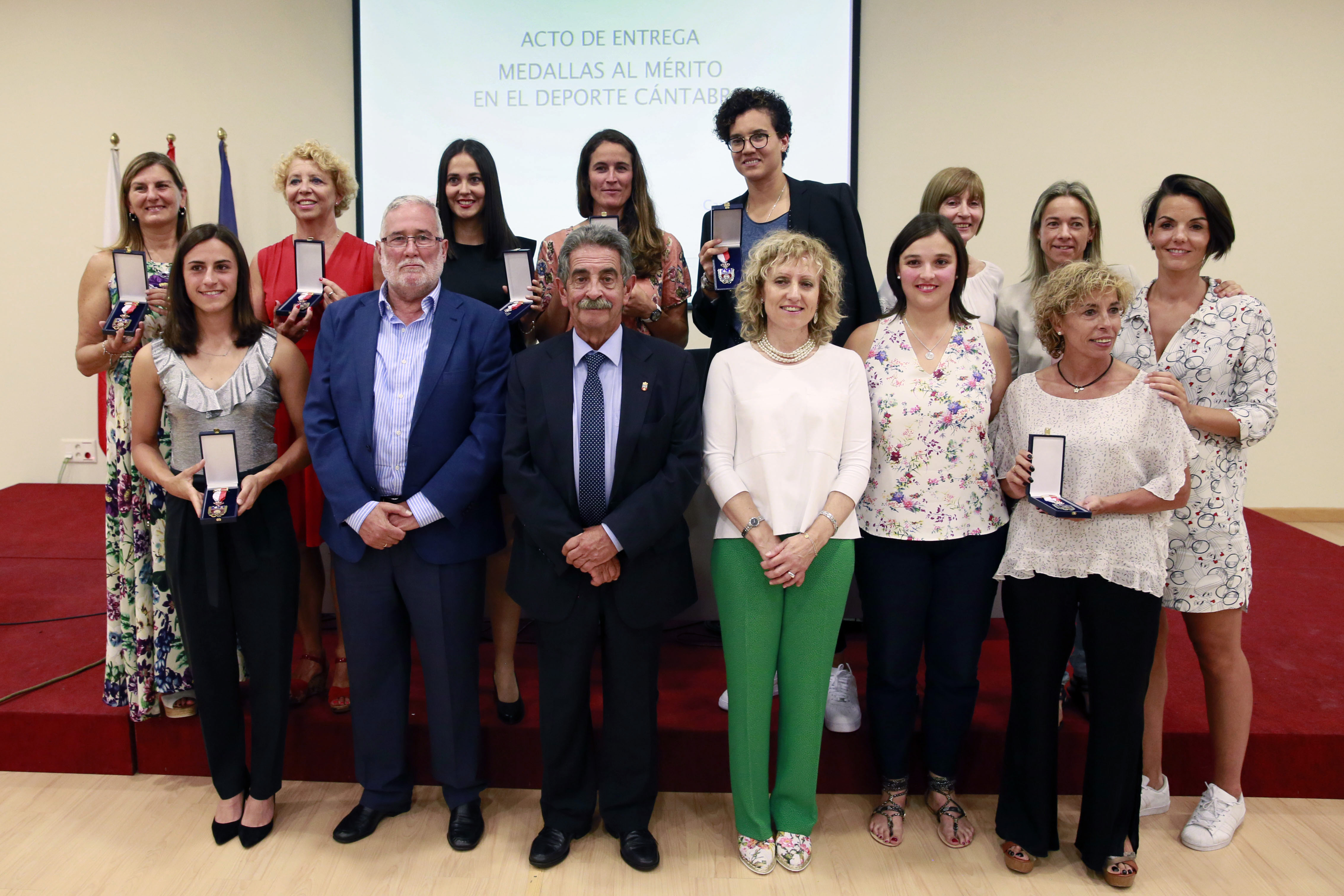
Maria (3a en la segona fila) en l'acte de lliurament de la Medalla de Plata al Mèrit Esportiu, atorgada pel Govern de Cantàbria (2017)

- Guardonada en la xvi Gala Nacional de l'Esport de l'Associació Espanyola de la Premsa Esportiva (1996).[31]
- Confrare pedestre de la Confraria de l'Hojaldre de Torrelavega (2016).[32][33]
- Medalla de Plata al Mèrit Esportiu, atorgada pel Govern de Cantàbria (2017).[34]
- Premi als Valors en l'Esport en la categoria d'Hàbits Saludables, atorgat per la Fundació Adecco al 51è Congrés Aedipe (2017).[35]
- Entrenadora Exemplar a la Gala Anual de la Federació Càntabra de Gimnàstica (2018).
- Pregonera de les Festes de la Verge Gran a Torrelavega amb la resta de l'Escola Municipal de Gimnàstica Rítmica i l'equip de la R. S. Gimnàstica (2018).[36]
- Torrelaveguense Il·lustre 2018, atorgat pel Grup d'Opinió Quercus (2018).[37]
- Llegenda de l'Esport Càntabre, atorgat per l'Associació de la Premsa Esportiva de Cantàbria en la xxv Gala de l'Esport Càntabre (2018).[38]
- Millor Entrenadora de 2018 juntament amb la resta de l'equip tècnic de l'Escola Municipal de Gimnàstica Rítmica a la xxviii Gala de l'Esport de Torrelavega (2019).[39]

### Altres honors
- El Pabelló Río Viar de Torrelavega va ser rebatejat amb el seu nom en un acte el 12 de febrer de 2016.[1]
- Un parc Santa Cruz de Bezana porta el seu nom des de 2019.[40]

## Filmografia

### Programes de televisió
| Programes de televisió | Programes de televisió  | Programes de televisió | Programes de televisió                          |
| Any                    | Títol                   | Cadena                 | Notes                                           |
| ---------------------- | ----------------------- | ---------------------- | ----------------------------------------------- |
| 2012                   | Equipo de investigación | Antena 3               | Entrevistada en el reportaje «El método Tarrés» |

### Publicitat
- Va aparèixer junt a la resta de l'equip espanyol en dos anuncis de televisió per a Cola Cao, llavors patrocinador del Programa ADO.[6]